# Qティップ (ミュージシャン)
Qティップ（キューティップ、Q-Tip、本名: カマール・イブン・ジョン・ファリード、1970年4月10日 - ）は、アメリカ合衆国ニューヨーク出身のラッパー、音楽プロデューサーである。ラップグループ「ア・トライブ・コールド・クエスト」のメンバーであり、彼自身のソロ・アルバムもリリースしている。

## 来歴
1996年、プロダクション・チーム「ジ・ウマー」を結成した。「ジ・ウマー」の活動は、ア・トライブ・コールド・クエストの『Beats, Rhymes and Life』と『The Love Movement』、Qティップ自身の『アンプリファイド（Amplified）』を制作した。
1997年、音楽コレクティヴ「ソウルクエリアンズ」を結成した。
1999年発表の『アンプリファイド』がソロアルバムとしての最大のヒット作であり、全米でゴールドディスクを獲得した。
2018年の秋からニューヨーク大学芸術学部の「The Clive Davis Institute of Recorded Music」において、ジャーナリストのアシュリー・カーンと共に、ジャズとヒップホップについて教え始めた。

## ディスコグラフィ

### アルバム
- 『アンプリファイド』 - Amplified (Arista) 1999年
- 『カマール・ジ・アブストラクト』  - Kamaal/The Abstract（2001年録音）(Battery) 2009年
- 『ザ・ルネッサンス』 - The Renaissance（2003年～2008年録音）(Universal Motown) 2008年
- The Last Zulu TBA[3]

### ミックステープ
- バスタ・ライムスと共同名義, The Abstract and the Dragon (Self-released) 2013年。
のち改題『ジ・アブストラクト・ドラゴン』 - The Abstract Dragon (Dundridge Entertainment) 2014年。

## 主なコラボレーション楽曲
- ジャネット・ジャクソン - 「ゴット・ティル・イッツ・ゴーン」
- ミッシー・エリオット - 「ホット・ボーイズ」
- ケミカル・ブラザーズ - 「ガルバナイズ」